# سن‌های بذرخوار
سِن‌های بَذرخوار (Lygaeidae) خانواده‌ای از حشرات هستند.
سن‌های زیان‌آور پسته که تاکنون در مناطق پسته‌کاری ایران شناسایی شده‌اند، به طورعمده متعلق به خانواده‌های سن‌های بذرخوار و سن‌های بدبو هستند.
این سن‌ها ناقل قارچ Nematospora coryli و بیماری ماسوی پسته (Stigmatomycosis) هستند.